# ジュール加熱
ジュール加熱（ジュールかねつ）とは、「通電加熱」ともいい、液体物の加熱に使われる方法である。直接抵抗加熱に分類される。
容器に入れた液体そのものに電気が通ることにより生じるジュール熱を利用し直接発熱させる方法である。
また、プラズマの加熱にも用いられる。プラズマの特性上、加熱され温度が上がると抵抗値が下がるので発熱効率が悪くなるため、高温プラズマでは用いられる割合は少ない。

## 利点と不利点
間接抵抗加熱と比べ
- 利点(メリット)
  1. 焦げ付きがない
  2. かき混ぜる必要がない
  3. 温度制御が容易
- 不利点(デメリット)
  1. 被加熱物体自身がある程度の抵抗値を有していなければいけない
  2. 液体物以外への適応が限られている
  3. 加熱できる範囲が狭い